# Takumi Kawamura
Takumi Kawamura (japanisch 河村 匠 Kawamura Takumi; * 13. September 2000 in der Präfektur Chiba) ist ein japanischer Fußballspieler.

## Karriere
Takumi Kawamura erlernte das Fußballspielen in den Jugendmannschaften des FC Cuore Chiba und des Mitsui Chiiba SC, in der Schulmannschaft der Shoshi High School sowie in der Universitätsmannschaft der Osaka University of Health and Sport Sciences. Seinen ersten Vertrag unterschrieb er am 1. Februar 2023 beim Iwaki FC. Der Verein aus Iwaki, einer Stadt in der Präfektur Fukushima, spielt in der zweiten japanischen Liga. Sein Zweitligadebüt gab Takumi Kawamura am 16. April 2023 (10. Spieltag) im Heimspiel gegen Thespakusatsu Gunma. Bei dem 2L1-Erfolg stand er in der Startelf und wurde in der 70. Minute gegen Yuma Tsujioka ausgewechselt. In seiner ersten Profisaison bestritt er 27 Ligaspiele. Im Januar 2024 wechselte er in die erste Liga. Hier unterschrieb er einen Vertrag bei Tokyo Verdy. Ende Juli 2024 wechselte er bis Saisonende 2024 auf Leihbasis zum Zweitligisten Blaublitz Akita. Für den Verein aus Akita bestritt er ein Zweitligaspiel. Die Saison 2025 wurde er vom Drittligisten Gainare Tottori ausgeliehen.